# صموئيل ر. ديلاني
صموئيل ر. ديلاني (بالإنجليزية: Samuel R. Delany) (ولد في 1 أبريل 1942)، يُناديه أصدقاؤه بـ تشيب ديلاني، هو مؤلف أمريكي وناقد أدبي. يتضمن عمله الخيال (خاصة الخيال العلمي) ودراسة المذكرات والنقد ومقالات عن الخيال العلمي والأدب والجنس والمجتمع.
تشمل رواياته  بابل 17 وذا أينشتالين أنترساكشن (الفائزتين بجائزة نيبولا لعام 1966 و1967 على التوالي) ونوفا ودالغرين وذا ريتورن تو نيفريون سيريز وثرو ذا فالي أوف ذا نست أوف سبايدرز. وتشمل رواياته القصصية غير الخيالية رواية تايمز سكوير ريد، وتايمز سكوير بلو وأباوت رايتينغ وثمانية كتب من المقالات. بعد فوزه بأربع جوائز نيبولا وجائزتي هوغو على مدار حياته المهنية، حاز ديلاني على تكريم من قبل قاعة مشاهير الفانتازيا والخيال العلمي في عام 2002. كان بالإضافة إلى ذلك أستاذًا للغة الإنجليزية والأدب المقارن والكتابة الإبداعية في جامعة بافالو وجامعة ألباني وجامعة تمبل في فيلادلفيا من يناير 1975 حتى تقاعده في مايو 2015. وحصل في عام 1997 على جائزة كيسلر، وحصل في عام 2010 على جائزة إيتون الثالثة لإنجاز العمر في الخيال العلمي من مؤتمر إيتون للخيال العلمي في جامعة كاليفورنيا في ريفرسايد. وأهدته منظمة كُتاب الخيال العلمي والخيال في أمريكا جائزة المعلم الأكبر لدامون نايت التذكارية رقم 30 في عام 2013.

## أولى سنوات حياته
ولد صموئيل راي ديلاني الابن في 1 أبريل 1942 وترعرع في هارلم، نيويورك. كانت والدته، مارغريت كاري بويد ديلاني (1916-1995)، موظفة في مكتبة نيويورك العامة في نيويورك، وأدار والده، صموئيل راي ديلاني الأب (1906-1960)، ليفي آند ديلاني هوم للجنازات في الجادة السابعة في هارلم، من عام 1938 حتى وفاته في عام 1960. كانت عماته رائدتي الحقوق المدنية سادي وبيسي ديلاني. وقد استخدم مغامراتهما كأساس لأحداث مجموعته القصصية أتلانتيس: موديل 1924، الرواية الافتتاحية في مجموعته لشبه السيرة الذاتية أتلانتيس: ثري تيلز. كان جده هنري بيرد ديلاني أول قس أسود للكنيسة الأسقفية.
عاشت الأسرة في الطابقين العلويين من منزل خاص مكون من ثلاثة طوابق بين مبانٍ سكنية مكونة من خمسة وستة طوابق في هارلم. أراد ديلاني الحصول على كنية مثل بقية الأطفال الذين يملكون لقبًا، واختار لنفسه واحدًا في اليوم الأول من انضمامه للمعسكر الصيفي كامب وودلاند، في سن الثانية عشرة تقريبًا، من خلال إجابته «يسميني الجميع تشيب» عندما سُئل عن اسمه. وبعد عقود، وصفه فريدريك بول بأنه «شخص لا يناديه أصدقاؤه أبدًا باسم سام أو صموئيل أو أي اسم آخر قريب من الاسم الذي أطلقه عليه والداه».
التحق ديلاني بمدرسة دالتون من عام 1951 حتى عام 1956، وقضى الصيف في معسكر وودلاند في فونيسيا، نيويورك، ثم التحق بمدرسة برونكس الثانوية للعلوم، حيث اختير لحضور كامب رايزينغ صن، وحصل على منحة صيفية دولية تابعة لمؤسسة لويس أوغست جوناس بروغرام.

## الجوائز
- جائزة هوغو لأفضل قصة قصيرة
- جائزة هوغو لأفضل الأعمال ذات الصلة

## روابط خارجية
- صموئيل ر. ديلاني على موقع IMDb (الإنجليزية)
- صموئيل ر. ديلاني على موقع الموسوعة البريطانية (الإنجليزية)
- صموئيل ر. ديلاني على موقع ميوزك برينز (الإنجليزية)
- صموئيل ر. ديلاني على موقع إن إن دي بي (الإنجليزية)